# Scaliola elata
Scaliola elata là một loài ốc biển, là động vật thân mềm chân bụng sống ở biển thuộc họ Scaliolidae.